# Acord de Hoyvík
L'acord de Hoyvík és un acord de lliure comerç entre les illes Fèroe i Islàndia.

## Història
L'acord va ser signat el 31 d'agost de 2005 en el poble de Hoyvík, a les Illes Fèroe. El Løgting feroès va ratificar l'acord el 2 de maig de 2006 i l'Alþingi islandès va fer el mateix el 3 de juny.
El 21 d'agost de 2006, el congrés general anual del Consell Nòrdic Occidental va emetre un comunicat que la possibilitat d'estendre l'acord per incloure també Groenlàndia (creant doncs una zona lliure de comerç a l'oest nòrdic) havia de ser estudiada seriosament. En el Løgting es va fer parlar de la possibilitat d'estendre l'acord també a Noruega i el Canadà en un futur.

## Contingut
Aquest és l'acord de lliure comerç més extensiu a què ha arribat cadascuna de les nacions. Garanteix una llibertat gairebé absoluta de béns, serveis, persones i capital. També tracta sobre les competències i els subsidis governamentals i prohibeix qualsevol tipus de discriminació per nacionalitat, excepte quan sigui explícitament indicada en el tractat. L'acord és únic a Islàndia en ser el primer d'establir lliure comerç de productes agraris, un sector que normalment està molt protegit per les autoritats islandeses.
Una excepció notable en el tractat de lliure comerç és l'estatus especial de les indústries pesqueres. Les restriccions preexistents en inversió estrangera en aquesta indústria presents en tots dos països no s'aboliran.
A més del lliure comerç, l'acord també proporciona eines per augmentar la cooperació entre les nacions tenint en compte llurs interessos comuns. Camps de cooperació especialment mencionats són, per exemple, la cultura, l'educació, els esports, l'atenció sanitària, el transport, les comunicacions, el turisme, els temes ambientals, l'energia i la gestió dels recursos.